# Como 1907 2019-2020
Questa voce raccoglie le informazioni riguardanti il Como 1907 nelle competizioni ufficiali della stagione 2019-2020.

## Stagione
Il Como torna nei professionisti dopo due anni dal fallimento e dalla conseguente ripartenza in Serie D, la nuova società insediatasi a stagione quasi terminata, la britannica SENT Entertainment con sede a Londra e che ha in Michael Gandler amministratore delegato con un passato anche all'Inter pone da subito i suoi obiettivi per rilanciare i lariani nel calcio che conta: riportare stabilità economica e nuove risorse, attenzione verso il settore giovanile, lo stadio e la prima squadra grazie ad una sostenibilità finanziaria e investimenti mirati. Banchini viene riconfermato al suo posto, mentre come nuovo direttore sportivo viene scelto Carlalberto Ludi reduce dall'esperienza di Novara rimpiazzando Roberto Pruzzo, Sergio Zanetti, fratello di Javier è il nuovo collaboratore tecnico e come supervisore e consulente tecnico Dennis Wise in società con la SENT.
Per quel che ne concerne la rosa, viene confermato parte del blocco che aveva ottenuto la vittoria del campionato di D tra i quali Raggio Garibaldi, De Nuzzo, Gabrielloni, Celeghin, Bovolon con l'aggiunta di nuovi arrivi (Iovine,Bianconi,Facchin,H'Maidat e Miracoli) e vecchie conoscenze (Ganz e Zanotti). Il girone A del campionato di Serie C di questa stagione è stato un torneo anomalo, sospeso a metà febbraio dall'aggravarsi della pandemia da Covid-19 che non risparmia il mondo del calcio. Al momento della sospensione il Como è tredicesimo con 32 punti, le ultime undici gare non si giocheranno più. L'8 giugno 2020 il Consiglio Federale omologa il campionato con i risultati raggiunti a metà febbraio. Promosso diretto il Monza, dal secondo al decimo posto si disputano i Play-off, retrocede diretto il Gozzano, dal sedicesimo posto al diciannovesimo si disputano i Play-out. Il Como non riprende il torneo, preparandosi alla prossima stagione. Alessandro Gabrielloni con 10 reti firmate in campionato è stato il miglior marcatore comasco. Il Como ha partecipato alla Coppa Italia di Serie C senza superare l'ostacolo del turno di qualificazione nel girone A, che ha promosso il Renate.

## Maglia e sponsor
Per la stagione 2019-2020 i tifosi hanno scelto, tramite un sondaggio della società che ha visto arrivare circa 4000 preferenze, le nuove divise dei lariani: la società ha creato tre concept diversi e solo una ha trovato l'approvazione della tifoseria: L'opzione scelta ha un motivo a pois che incapsula le emozioni, la drammaticità e l’imprevedibilità che ogni partita di calcio è in grado di regalare rappresentando la gloriosa storia del club simboleggiata dall’oro nella divisa da trasferta, con la volontà di tornare grandi.
La prima maglia è il classico azzurro con sfumature bianche che tendono ad andare verso il pantaloncino, la seconda è bianca e oro mentre la terza è nera.
Il colletto è a V bianco mentre il colore è il classico Royal con il tessuto moderno utilizzato dalla Legea che in alcune pieghe dà una sfumatura quasi petrolio
Nel corso dell'estate viene presentato il nuovo logo (scelto tramite sondaggio) che va a sostituire quello del 2017 caratterizzato da uno scudetto con il nome Como, l'anno di nascita e una croce dietro allo stemma, viene accantonato il rosso (tratto distintivo dei vari loghi nel corso degli anni), l'azzurro diventa un blu molto scuro e le scritte sono razionalizzate, il tutto accompagnato da tre onde stilizzati in omaggio al territorio lariano.
Si vuole così coniugare il passato con il presente, Abbiamo voluto mettere la data di nascita per far capire che arriviamo da lontano, e le onde come riferimento al lago, il nostro territorio.

## Organigramma societario
Area direttiva
- Amministratore delegato: Michael Milton Gandler
- Presidente onorario: Enzo Angiuoni
- Direttore generale: Riccardo Belotti
- Segretario area amministrativa: Eros Greggio

Area organizzativa
- Segretario generale: Giorgio Bressani
- Consulente tecnico e supervisore: Dennis Frank Wise

Area comunicazione
- Responsabile: Marco Mancinelli
- Ufficio stampa: Vincenzo Carrante
- Supporter Liaison Officer: Giorgio Bressani

Area marketing
- Ufficio marketing: Marco Mancinelli
- Direttore commerciale: Flavio Farè

Area tecnica
- Direttore sportivo: Carlalberto Ludi
- Allenatore: Marco Banchini
- Allenatore in seconda: Edoardo Chiarini
- Collaboratore tecnico: Sergio Ariel Zanetti
- Preparatore atletico: Andrea Bernasconi e Daniele Miraglia
- Preparatore dei portieri: Alessandro Guercilena
- Team Manager: Giuseppe Calandra
- Fisioterapista/Massaggiatore: Simone Gallo

## Rosa
| N. |                    | Ruolo | Calciatore            |
| -- | ------------------ | ----- | --------------------- |
| 1  | Italia (bandiera)  | P     | Davide Facchin        |
| 12 | Italia (bandiera)  | P     | Pierre Bolchini       |
| 22 | Italia (bandiera)  | P     | Luca Zanotti          |
| 2  | Italia (bandiera)  | D     | Dario Toninelli       |
| 3  | Italia (bandiera)  | D     | Giacomo Ferrazzo      |
| 4  | Italia (bandiera)  | D     | Matteo Solini         |
| 5  | Italia (bandiera)  | D     | Edoardo Bovolon       |
| 13 | Italia (bandiera)  | D     | Luca Andrea Crescenzi |
| 16 | Italia (bandiera)  | D     | Gabriele Soldi        |
| 19 | Italia (bandiera)  | D     | Simone Sbardella      |
| 24 | Italia (bandiera)  | D     | Alessandro Bianconi   |
| 27 | Italia (bandiera)  | D     | Ciro Loreto           |
| 30 | Etiopia (bandiera) | D     | Daniel Culotta        |
| 6  | Italia (bandiera)  | C     | Alessio Iovine        |
| 7  | Italia (bandiera)  | C     | Lorenzo Peli          |
| 8  | Italia (bandiera)  | C     | Enrico Celeghin       |

| N. |                           | Ruolo | Calciatore                          |
| -- | ------------------------- | ----- | ----------------------------------- |
| 10 | Marocco (bandiera)        | C     | Ismail H'Maidat                     |
| 14 | Italia (bandiera)         | C     | Alessandro Bellemo                  |
| 18 | Italia (bandiera)         | C     | Silvano Raggio Garibaldi (capitano) |
| 21 | Italia (bandiera)         | C     | Gabriele De Nuzzo                   |
| 25 | Italia (bandiera)         | C     | Francesco Marano                    |
| 29 | Italia (bandiera)         | C     | Matteo Vincenzi                     |
| 31 | Italia (bandiera)         | C     | Manuel Cicconi                      |
| 9  | Italia (bandiera)         | A     | Simone Andrea Ganz                  |
| 11 | Italia (bandiera)         | A     | Alessandro Gabrielloni              |
| 15 | Italia (bandiera)         | A     | Enrico Vocale                       |
| 20 | Italia (bandiera)         | A     | Matteo Toniolo                      |
| 23 | Costa d'Avorio (bandiera) | A     | Jean Enrico Kouadio                 |
| 26 | Italia (bandiera)         | A     | Luca Miracoli                       |
| 28 | Italia (bandiera)         | A     | Massimiliano Gatto                  |
| 32 | Italia (bandiera)         | A     | Eric Lanini                         |

## Calciomercato

### Sessione estiva (dal 1º luglio al 31 agosto)
| Acquisti | Acquisti              | Acquisti       | Acquisti        |
| R.       | Nome                  | da             | Modalità        |
| -------- | --------------------- | -------------- | --------------- |
| P        | Davide Facchin        | Venezia        | Titolo gratuito |
| P        | Luca Zanotti          | Atalanta       | Titolo gratuito |
| P        | Pierre Bolchini       | Arconatese     | titolo gratuito |
| D        | Alessandro Bianconi   | Bologna        | Prestito        |
| D        | Giacomo Ferrazzo      | Sampdoria      | Titolo gratuito |
| D        | Matteo Solini         | Chievo         | Titolo gratuito |
| D        | Luca Andrea Crescenzi | Pro Vercelli   | Titolo gratuito |
| C        | Alessio Iovine        | Giana Erminio  | Titolo gratuito |
| C        | Ismail H'Maidat       |                | svincolato      |
| C        | Massimiliano Gatto    | Pro Vercelli   | Titolo gratuito |
| C        | Alessandro Bellemo    | SPAL           | Titolo gratuito |
| C        | Francesco Marano      | Sicula Leonzio | Titolo Gratuito |
| A        | Lorenzo Peli          | Atalanta       | Prestito        |
| A        | Luca Miracoli         | Brescia        | Titolo gratuito |
| A        | Simone Andrea Ganz    | Ascoli         | Prestito        |

| Cessioni | Cessioni               | Cessioni       | Cessioni        |
| R.       | Nome                   | a              | Modalità        |
| -------- | ---------------------- | -------------- | --------------- |
| P        | Sergej Luca Piccirillo | Atalanta       | Fine prestito   |
| P        | Justyn D'Ippolito      | Chiasso        | Titolo gratuito |
| D        | Martino Borghese       | Seregno        | Titolo gratuito |
| D        | Christian Anelli       | Foggia         | Titolo gratuito |
| D        | Alessandro Di Maio     | Pro Sesto      | Titolo gratuito |
| D        | Roberto Di Jenno       | Foggia         | Titolo gratuito |
| D        | Davide Viola           | Tolentino      | Titolo gratuito |
| D        | Roberto Ferrari        | Seregno        | Titolo gratuito |
| D        | Mario Di Tommaso       |                | Titolo gratuito |
| C        | Simone Buono           | Foggia         | Titolo gratuito |
| C        | Leonardo Blasi         |                | Svincolato      |
| C        | Manuel Cicconi         | Virtus Entella | Titolo gratuito |
| C        | Alessandro Balconi     | Vergiatese     | Titolo gratuito |
| C        | Pietro Valsecchi       | Seregno        | Titolo gratuito |
| C        | Federico Gentile       | Foggia         | Titolo gratuito |
| A        | Pietro Fusi            | Crema          | Titolo gratuito |
| A        | Tommaso Bonanno        | Sorrento       | Titolo gratuito |
| A        | Francesco Gobbi        | Legnano        | Titolo gratuito |
| A        | Niccolò Piu            | Vado           | Titolo gratuito |
| A        | Giulio Camarlinghi     | Livorno        | Fine prestito   |

### Sessione invernale (dal 2 al 31 gennaio)
| Acquisti | Acquisti    | Acquisti | Acquisti          |
| R.       | Nome        | da       | Modalità          |
| -------- | ----------- | -------- | ----------------- |
| A        | Eric Lanini | Parma    | titolo temporaneo |

| Cessioni | Cessioni      | Cessioni    | Cessioni          |
| R.       | Nome          | da          | Modalità          |
| -------- | ------------- | ----------- | ----------------- |
| A        | Luca Miracoli | Feralpisalò | titolo temporaneo |

## Risultati

### Serie C

#### Girone di andata
| Arbitro: | Arena (Torre del Greco) |

|                                 |           |  |
| Gabrielloni 46’ Ganz 63’ (rig.) | Marcatori |  |

| Arbitro: | Petrella (Viterbo) |

|  |           |                      |
|  | Marcatori | 61’, 73’ Gabrielloni |

| Arbitro: | Cudini (Fermo) |

|  |           |             |
|  | Marcatori | 90+2’ Mosti |

| Arbitro: | Scarpa (Collegno) |

|                          |           |                 |
| Maritato 66’ (rig.), 89’ | Marcatori | 35’ Gabrielloni |

| Arbitro: | Giordano (Novara) |

|               |           |          |
| Ferrarini 25’ | Marcatori | 73’ Ganz |

| Como 25 settembre 2019, ore 18.30 UTC 6ª giornata | Como            | 0 – 0 | Arezzo | Stadio Giuseppe Sinigaglia (1200 spett.)\| Arbitro: \| Moriconi (Roma) \| |
| Arbitro:                                          | Moriconi (Roma) |       |        |                                                                           |

| Arbitro: | Di Marco (Ciampino) |

|                |           |           |
| Pennington 38’ | Marcatori | 3’ Iovine |

| Arbitro: | Luciani (Roma) |

|                         |           |            |
| Iovine 65’ Miracoli 88’ | Marcatori | 58’ Remedi |

| Arbitro: | Pirrotta (Barcellona Pozzo di Gotto) |

|           |           |            |
| Celia 15’ | Marcatori | 60’ Iovine |

| Arbitro: | Garofalo (Torre del Greco) |

|                           |           |  |
| De Nuzzo 51’ Miracoli 58’ | Marcatori |  |

| Arbitro: | Centi (Viterbo) |

|                              |           |  |
| Cardoselli 62’ Calderini 87’ | Marcatori |  |

| Arbitro: | Ricci (Firenze) |

|         |           |            |
| Ganz 6’ | Marcatori | 86’ Moleri |

| Como 3 novembre 2019, ore 17.30 UTC 13ª giornata | Como               | 0 – 0 | Pro Patria | Stadio Giuseppe Sinigaglia (1900 spett.)\| Arbitro: \| Frascaro (Firenze) \| |
| Arbitro:                                         | Frascaro (Firenze) |       |            |                                                                              |

| Arbitro: | Emmanuele (Pisa) |

|                            |           |                   |
| Bortolussi 35’ (rig.), 73’ | Marcatori | 90+4’ (rig.) Ganz |

| Arbitro: | Petrella (Viterbo) |

|                 |           |                           |
| Gabrielloni 60’ | Marcatori | 2’, 18’ S. Rosso 34’ Comi |

| Arbitro: | Scatena (Avezzano) |

|             |           |                                            |
| Momentè 49’ | Marcatori | 14’, 42’ Gabrielloni 39’ Ganz 82’ Celeghin |

| Arbitro: | Zucchetti (Siena) |

|           |           |          |
| Marano 9’ | Marcatori | 88’ Mulè |

| Arbitro: | Angelucci (Foligno) |

|             |           |  |
| D'Auria 62’ | Marcatori |  |

| Como 15 dicembre 2019, ore 17.45 UTC 19ª giornata | Como            | 0 – 0 | AlbinoLeffe | Stadio Giuseppe Sinigaglia\| Arbitro: \| Donda (Cormons) \| |
| Arbitro:                                          | Donda (Cormons) |       |             |                                                             |

#### Girone di ritorno
| Crema 22 gennaio 2020, ore 18,30 UTC 20ª giornata | Pergolettese    | 0 – 0 | Como | Stadio Giuseppe Voltini\| Arbitro: \| Fontani (Siena) \| |
| Arbitro:                                          | Fontani (Siena) |       |      |                                                          |

| Arbitro: | Pirrotta (Barcellona Pozzo di Gotto) |

|                                     |           |                        |
| Ganz 31’ Gabrielloni 69’ Marano 82’ | Marcatori | 1’ Palazzolo 88’ Bukva |

| Arbitro: | Di Cairano (Ariano Irpino) |

|             |           |            |
| Paletta 48’ | Marcatori | 25’ Marano |

| Arbitro: | Ricci (Firenze) |

|                             |           |  |
| Ganz 31’ (rig.), 88’ (rig.) | Marcatori |  |

| Arbitro: | Delrio (Reggio Emilia) |

|                |           |                |
| Gabrielloni 4’ | Marcatori | 14’, 58’ Gucci |

| Arbitro: | Kumara (Verona) |

|           |           |                 |
| Tassi 96’ | Marcatori | 23’ Gabrielloni |

| Arbitro: | Repace (Perugia) |

|  |           |           |
|  | Marcatori | 19’ Cocco |

| Gorgonzola 23 febbraio 2020 27ª giornata | Giana Erminio | – Campionato sospeso per pandemia da Covid-19. | Como | Stadio comunale Città di Gorgonzola |

| Como 26 febbraio 2020 28ª giornata | Como | – | Alessandria | Stadio Giuseppe Sinigaglia |

| Pontedera 1 marzo 2020 29ª giornata | Pontedera | – | Como | Stadio Ettore Mannucci |

| Como 8 marzo 2020 30ª giornata | Como | – | Carrarese | Stadio Giuseppe Sinigaglia |

| Lecco 15 marzo 2020 31ª giornata | Lecco | – | Como | Stadio Mario Rigamonti-Mario Ceppi |

| Busto Arsizio 22 marzo 2020 32ª giornata | Pro Patria | – | Como | Stadio Carlo Speroni |

| Como 25 marzo 2020 33ª giornata | Como | – | Novara | Stadio Giuseppe Sinigaglia |

| Vercelli 29 marzo 2020 34ª giornata | Pro Vercelli | – | Como | Stadio Silvio Piola |

| Como 5 aprile 2020 35ª giornata | Como | – | Pianese | Stadio Giuseppe Sinigaglia |

| Alessandria 11 aprile 2020 36ª giornata | Juventus U23 | – | Como | Stadio Giuseppe Moccagatta |

| Como 19 aprile 2020 37ª giornata | Como | – | Siena | Stadio Giuseppe Sinigaglia |

| Gorgonzola 26 aprile 2020 38ª giornata | AlbinoLeffe | – | Como | Stadio comunale Città di Gorgonzola |

### Coppa Italia Serie C

#### fase a gironi
| Arbitro: | Bordin (Bassano del Grappa) |

|            |           |  |
| Marano 81’ | Marcatori |  |

| Arbitro: | Delrio (Reggio Emilia) |

|                                            |           |                        |
| Galuppini 12’, 44’ Kabashi 38’ Plescia 84’ | Marcatori | 29’ Marano 30’ Bellemo |